# Notoplana longastyletta
Notoplana longastyletta är en plattmaskart. Notoplana longastyletta ingår i släktet Notoplana och familjen Leptoplanidae. Inga underarter finns listade i Catalogue of Life.